# Máthé Zsuzsa (festő)
Máthé Zsuzsa (Budapest, 1964. május 4. –) magyar festő.

## Élete
Budapesten, gazdag kultúrával rendelkező polgári környezetben született, ahol a zongorázás és idegen nyelvek tudása egy természetes igény volt. Ötéves korára már nem csak magyar anyanyelvén, hanem németül és franciául is jól beszélt. Rajztehetsége igen korán megnyilvánult. Már az általános iskolai évek során magánrajzórákon vett részt, és miközben Budapest egyik legelismertebb gimnáziumába, a Radnóti Miklós Gimnáziumba járt, már elkezdett festeni, és kis terézvárosi szobájában a földön festett olajjal, akrillal, szórópisztollyal, ecsettel vagy éppen ami rendelkezésére állt, abban az eredetien új művészeti stílusban amelynek akkor neve még nem volt.

Első kiállítása 18 éves korában, 1983-ban nyílt. Címe a Transzrealizmus első kiállítása. a vizuális művészetek új korszakának kezdete. A transzrealizmus ihletője József Attila, aki az 1937-ben írt Thomas Mann üdvözlésére  című versében így fogalmaz: 
„…Te jól tudod, a költő sose lódit:

az igazat mondd, ne csak a valódit,

a fényt, amelytől világlik agyunk,

hisz egymás nélkül sötétben vagyunk.”

A kor legjelentősebb környezetvédelmi témájával, a bős-nagymarosi vízlépcső kérdésével is lelkesen foglalkozott. A fennálló kommunista rendszer ellenzőjeként Zsuzsa a Duna Kör egyik alapítója volt. 21 éves korára bejárta Európa legtöbb országát, a Szovjetunió európai részét, az Egyesült Királyságot, ahol angol nyelvi végzettséget szerzett. Később részt vett az egyik legelső magyarországi angol nyelviskola megnyitásában, a Nyugati pályaudvar mellett. Abból a pénzből, amelyet nappal nyelvoktatással szerzett, éjszakánként festett.
A kádári rendszer bukása már Izraelben, a jeruzsálemi Bezalel Bezalel Academy of Art and Design elsőként kiemelt hallgatói között találja. E korból származó munkái gyakran bibliai szereplőkkel és témákkal foglalkoznak.

## Kiállításai
- A Transzrealizmus első kiállítása, Budapest, 1984. április - Kada utcai művelődési ház
- Az Innen és Túl Kapuja, Budapest, 1984. november - Eötvös Loránd Tudományegyetem,
- Gyorskettő, a Cseresorozat Filozofikussági Művészetelőreiskola kiállítás- és előadás-sorozata, 1984. október 16-28., - Bercsényi Kollégium, Budapest 
- Visszavont Ígéretek—Február, 1985 BTK Club, Budapest 
- Csere csoport Cseresorozat Filozófikussági Művészetelőreiskola 1985. március 1-8. - Fiatal Művészek Klubja, Budapest, 
- La Malade Imaginaire -- A képzelt beteg, Budapest, 1987. április - Eötvös Loránd Tudományegyetem,
- Cziffra György (zongoraművész) zongoraművész mesterkurzusa, kísérő kiállítás, Keszthely, 1987. június - Festetics Kastély
- Hajótörés—Budapest, 1987. november, Majakovszkij Művelődési Ház
- World Art Expo 2009, közös kiállítás, 2009. június, Orange County, CA, USA
- Retrospekt Budapest, 2009 június, - DunaPart Galéria, WestEnd City Center
- Csoportos kiállítás a Grand Salon des Arts Galériában, Laguna Bearch, USA, 2009. augusztus-október
- Magyarország képviselete a XX. Humor és szatíra biennálén, Humor és Szatíra Háza  , Gabrovo, Bulgária, 2011. május-szeptember

## Művészete
Máthé Zsuzsa a nemzetközi Új Hullám egyik legjelentősebb alakja. Munkái megtalálhatók szerte a világban Svédországtól New Yorkig, Izrael különböző galériáiban és magángyűjteményekben egyaránt.
Munkáig gyakran tekintik a ma oly népszerű gót szubkultúra előfutárának. Az Új romantika (1984), Sedah belépője (1986), Tengerész és madonna (1986), Wo bist du? (1987) e műfaj talán legjellemzőbb képviselői.

## Média
- Duna Tv interjú, 2009. június 12.